# Championnats du monde de roller freestyle 2014
Les championnats du monde de roller freestyle se sont déroulés à Paris, en France, du 22 au 26 octobre 2014,. Il s'agit de la huitième édition des championnats du monde et seulement la deuxième fois que les mondiaux sont organisés en dehors d'Asie.
La Chine se place première du classement des médailles avec seize médailles, loin devant la Russie, avec huit médailles dont trois en or, et la France qui compte également huit médailles mais uniquement deux en or.

## Disciplines
- Saut en roller : hauteur pure (free jump)
- Slalom : slalom vitesse (speed slalom)
- Slalom : Freestyle Slalom « Classique »
- Slalom : Freestyle Slalom Battle
- slalom en pair classic (Pair freestyle)
- Freestyle slides

## Médaillés

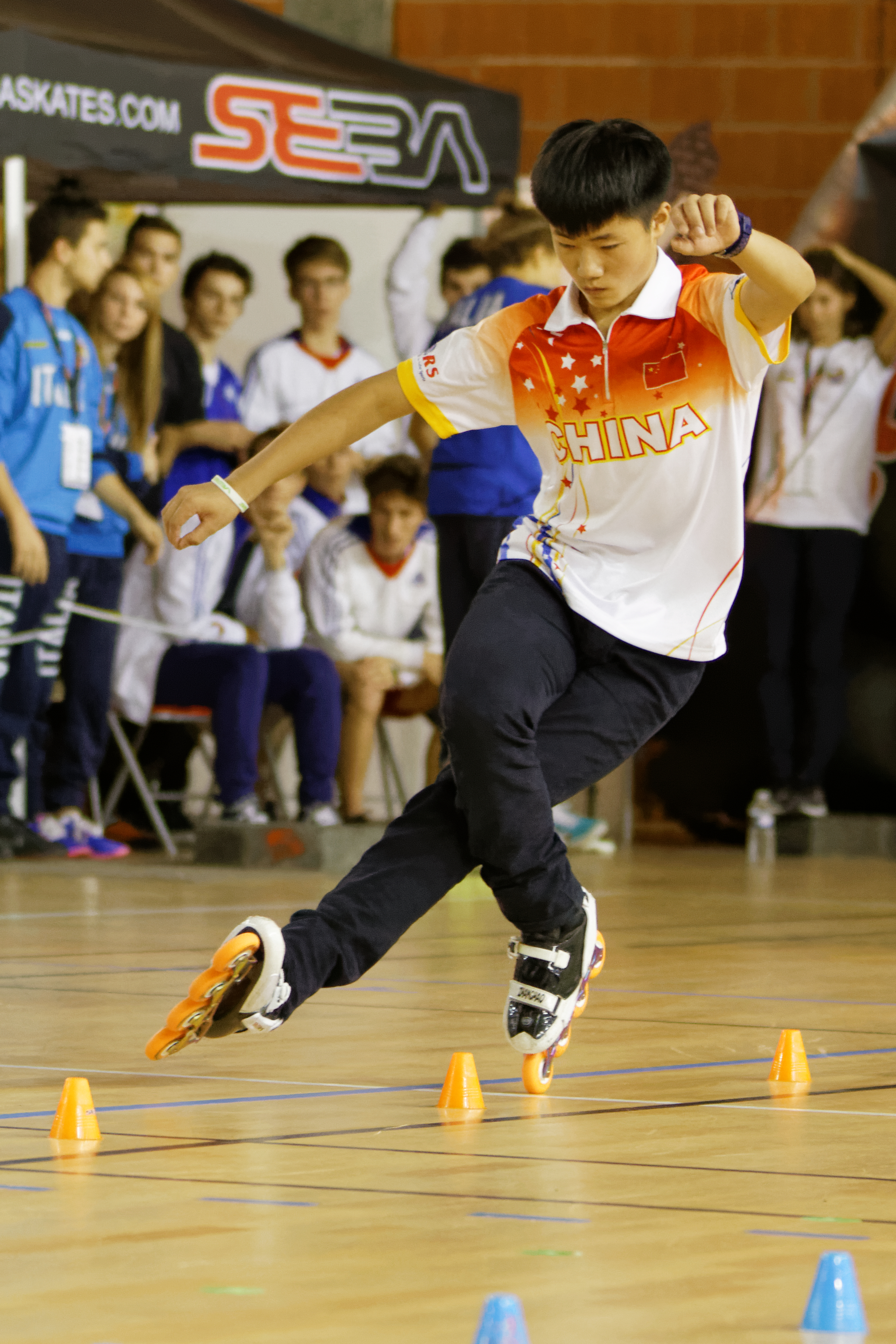
Zhang Hao

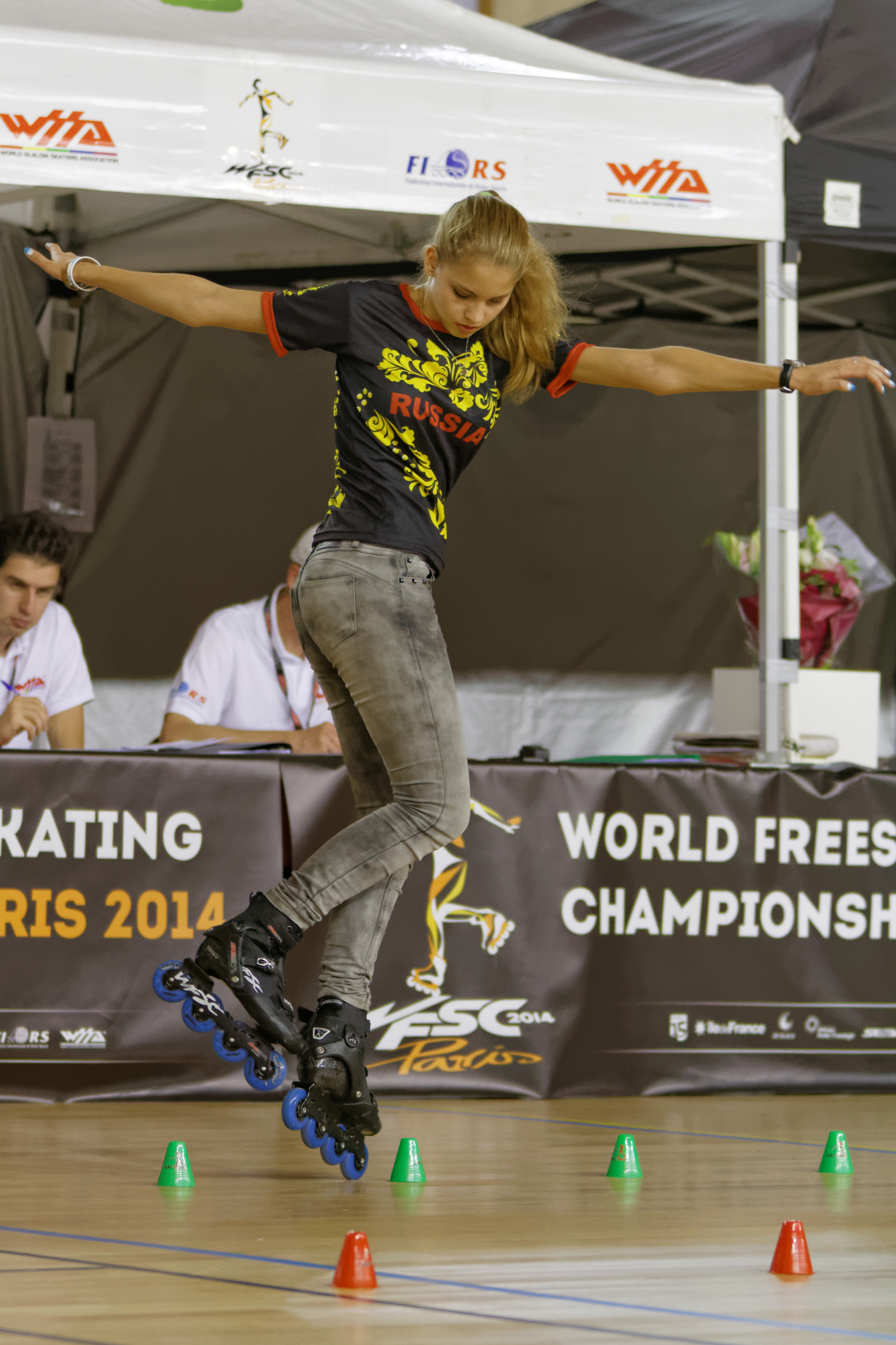
Dasha Kuznetsova

| Épreuves                       | Or                    | Argent                                  | Bronze                              |
| ------------------------------ | --------------------- | --------------------------------------- | ----------------------------------- |
| Free jump                      |                       |                                         |                                     |
| Femmes                         | Maëliss Conan         | Mallaury Dubernet                       | Maud Oguey                          |
| Hommes                         | Thomas Rataud         | Flavien du Peloux                       | Enrico Sordi                        |
| Speed slalom                   |                       |                                         |                                     |
| Juniors femmes                 | Lu Qian Qian          | Lo Pei Yu                               | Feng Hui                            |
| Juniors hommes                 | Pan Yu Shuo           | Xiao Bing Sheng                         | Chan Man Fung Anson                 |
| Seniors femmes                 | Wang Tru Chien        | Barbara Bossi                           | Zoé Granjon                         |
| Seniors hommes                 | Savio Brivio          | Jimmy Fort                              | Ye Hao Qin                          |
| Pair freestyle                 |                       |                                         |                                     |
| Mixte                          | Zhang Hao et Guo Fang | Sergey Timchenko et Alexander Timchenko | Lorenzo Guslandi et Tiziano Ferrari |
| Freestyle slides               |                       |                                         |                                     |
| Femmes                         | Bohdana Hotsko        | Natalia Krykova                         | Olga Fokina                         |
| Hommes                         | Yang Huang Hai        | Brais García Fernández                  | Aleksey Martsenyuk                  |
| Freestyle Slalom « Classique » |                       |                                         |                                     |
| Juniors femmes                 | Feng Hui              | Guan Yu Xiang                           | Justyna Czapla                      |
| Juniors hommes                 | Zhang Hao             | Pan Yu Shuo                             | Anson Chan Man Fung                 |
| Seniors femmes                 | Daria Kuznetsova      | Su Fei Qian                             | Maryna Boiko                        |
| Seniors hommes                 | Sergey Timshenko      | Alexandre Claris                        | Ye Hao Qin                          |
| Freestyle Slalom « Battle »    |                       |                                         |                                     |
| Femmes                         | Dasha Kuznetsova      | Guan Yu Xiang                           | Feng Hui                            |
| Hommes                         | Zhang Hao             | Ye Hao Qin                              | Sergey Timchenko                    |

## Tableau des médailles
| Rang  | Nation         | Or | Argent | Bronze | Total |
| ----- | -------------- | -- | ------ | ------ | ----- |
| 1     | Chine          | 7  | 5      | 4      | 16    |
| 2     | Russie         | 3  | 2      | 3      | 8     |
| 3     | France         | 2  | 4      | 2      | 8     |
| 4     | Taipei chinois | 1  | 2      | 1      | 4     |
| 5     | Italie         | 1  | 1      | 2      | 4     |
| 6     | Ukraine        | 1  | 0      | 2      | 3     |
| 7     | Espagne        | 0  | 1      | 0      | 1     |
| 8     | Hong Kong      | 0  | 0      | 1      | 1     |
| Total | Total          | 15 | 15     | 15     | 45    |